# Lisia
Lisia (in greco antico: Λυσίας?, Lysías, in latino Lysĭas; Atene, 445 a.C. – Atene, 380 a.C.) è stato un oratore e logografo ateniese, uno dei più grandi dell'antichità.

## Biografia
Il padre di Lisia, Cefalo, noto fabbricante di scudi, fu invitato da Pericle a trasferirsi da Siracusa ad Atene, dove Lisia nacque nel 445 a.C. Essendo figlio di uno straniero, Lisia è un meteco: può portare i suoi soldi ad Atene ma non ha né diritti civili né diritti politici. Nel 430 a.C. Lisia si recò in Magna Grecia nella colonia di Thurii, presso Sybaris, assieme al fratello Polemarco, dove ricevette un’educazione retorica di primo livello sotto la guida di maestri quali Tisia, che fu mentore di Gorgia Sofista, e Nicia. In seguito al disastro ateniese in Sicilia durante la Guerra del Peloponneso, nel 413 a.C., Lisia tornò in patria e si dedicò all'arte retorica.
Durante il regime dei Trenta Tiranni, Lisia fuggì a Megara dopo essere stato accusato di cospirazione insieme al fratello Polemarco, fatto poi uccidere per tali motivi in maniera socratica, ovvero con la cicuta. In realtà, nonostante il non ambiguo dissenso dei due, i Trenta tiranni cercavano un pretesto per confiscare i loro beni. Restaurata la democrazia ad opera di Trasibulo, nel 403 a.C. Lisia tornò di nuovo ad Atene, dove cercò di rientrare in possesso degli averi sottrattigli e di ottenere la cittadinanza, ma senza successo, nonostante Trasibulo stesso avesse proposto all'assemblea di attribuirgliela per i servizi resi alla causa democratica da parte dell'oratore, che da Megara finanziò un esercito di circa trecento mercenari per combattere i Trenta. Ad un certo punto, infatti, Trasibulo gli attribuì la cittadinanza ateniese, ma il procedimento fu annullato poco dopo per un vizio di forma (era infatti necessaria l'approvazione della Boulé, il "Consiglio", ma questa era stata sciolta dai Trenta); tuttavia ottenne isotelia, gli fu cioè concesso di pagare le tasse come se fosse stato un normale cittadino ateniese (i meteci, in quanto stranieri, pagavano più tasse di coloro che avevano la cittadinanza ateniese per usufruire dei diritti di residenza e di commercio in territorio ateniese).  
Nell'orazione Contro Eratostene, da lui pronunciata personalmente dinanzi alla corte, egli attaccò con violenza l'operato di uno dei responsabili della morte del fratello, coinvolgendo però anche Teramene, all'epoca già morto a seguito di condanna e di cui Atene conservava un buon ricordo. L'esito del processo è sconosciuto; tuttavia i suoi beni non gli furono mai restituiti e Lisia, non potendo aspirare a cariche pubbliche in quanto privo della cittadinanza, dovette adattarsi a fare il logografo, l'oratore giudiziario su commissione.
Morì ad Atene probabilmente nel 378 a.C..

## Orazioni
Lisia fu considerato dagli antichi il modello dello stile oratorio.
Le sue orazioni, scritte su commissione, erano indirizzate ai giudici della bulè e sono perciò di argomento quasi esclusivamente giudiziario.
Le caratteristiche principali del suo stile sono l'etopea, ovvero la facoltà di immedesimarsi nell'indole, nel carattere e nella cultura dei suoi clienti, una grande abilità narrativa, che si distingue per la linearità e la scorrevolezza del racconto, ed una prosa semplice di stile attico; egli tende poi a mettere in risalto le qualità dei suoi assistiti.
La tradizione antica attribuì a Lisia 425 orazioni, delle quali secondo Dionigi di Alicarnasso e Cecilio di Calatte solo 233 erano autentiche. A noi ne sono giunte solo 34, tutte di genere giudiziario eccetto due, l’Olimpico e l’Epitafio; la prima fu recitata nel 388 a.C. in occasione dei giochi olimpici di quell'anno, mentre l’Epitafio fu composto come panegirico dei caduti della guerra corinzia (395-386 a.C.). Le altre 32 orazioni sono tutte di argomento giudiziario. Di seguito sono riportate le trame di alcune orazioni lisiane:
- Per l'uccisione di Eratostene (Corpus Lysiacum I): è l'orazione difensiva di un processo per omicidio. Eufileto, marito tradito, deve dimostrare che ha ucciso l'amante di sua moglie, Eratostene, in nome della legge dell'omicidio legittimo (φόνος δίκαιος phónos díkaios) e che non ha premeditato la morte, come sostengono gli accusatori e parenti del morto.
- Contro Simone (III): un vecchio cittadino si discolpa da una denuncia sportagli per aver furiosamente litigato e fatto a pugni con il querelante suo acceso rivale nell'amore verso un ragazzo. Il povero ragazzo si è dovuto persino nascondere in una lavanderia per fuggire a quei bruti!
- Per l'olivo sacro: (VII): quest'orazione riguarda un'accusa di empietà. Un piccolo proprietario terriero è incolpato di aver sradicato un olivo sacro dal proprio terreno. Quest'orazione è nota anche con il nome di Areopagitico, che deriva dal nome del tribunale nel quale fu pronunciata.
- Contro Eratostene (XII): è l'unica orazione certamente pronunciata da Lisia in persona e probabilmente la sua più celebre. Lisia si presentò in tribunale per far luce sulla morte del fratello Polemarco, ucciso da Eratostene (uno dei Trenta Tiranni), e a chiedere la restituzione del patrimonio indebitamente sottratto.
- Per Mantiteo (XVI): un certo Mantiteo si difende dall'accusa di aver prestato servizio militare presso il corpo dei cavalieri, sostenendo la curiosa tesi di essere stato iscritto illegalmente a sua insaputa nella classe equestre.
- Per l'invalido (XXIV): Atene, (forse) 403 a.C.: la polis prevedeva sussidi di invalidità per chi aveva un reddito minore a 3 mine. Il personaggio è invalido, ma non si sa quale sia l'invalidità. Il sussidio gli viene tolto, poiché considerato benestante, dunque l'invalido si affida a Lisia, che scrive quest'orazione da proclamare davanti ai 500 consiglieri della boulè. Rimane un mistero come questa persona povera abbia potuto pagare Lisia.
- Contro Andocide: Orazione fatta per verificare la compatibilità di Andocide con la carica Buleuta (in greco antico βουλευτής). Andocide infatti era stato accusato di aver partecipato allo scandalo delle erme insieme a Alcibiade, per questo motivo Lisia si scagliò molto duramente nei suoi confronti. Per rispondere alle accuse del logografo Andocide scrisse e pronunciò l'orazione Sui misteri, ancora oggi fondamentale per conoscere i fatti accaduti durante la notte della mutilazione delle erme.

I rimanenti 26 titoli sono riportati di seguito nell'ordine descritto dal Corpus Lysiacum: Per ferimento premeditato, Per Callia, Accuse d'inguria contro i compagni, Per il soldato, Contro Teomnesto I, Contro Teomnesto II, Contro Agorato, Contro Alcibiade I, Contro Alcibiade II, Sui beni di Eratostene, Sulla consifsca dei beni, Sui beni di Aristofane, Per Polistratato, Difesa da un'accusa di corruzione, Contro i mercanti di grano, Contro pancleone, Difesa all'accusa di complotto, Sulla docimasia di Evandro, Contro Epicrate, Contro Ergocle, Contro Filocrate, Contro Nicomaco, Contro Filone, Contro Digitone e Contro il sovvertimento della ancestrale costituzione di Atene. Rimangono inoltre frammenti di altre orazioni, come la Contro Ippoterse, In favore delle ancelle, Contro Teomnesto e altre. 
Le orazioni di Lisia, se si eccettuano la Contro Eratostene e la Per Mantineo (contenute, la prima, nel codice Marciano 422 del secolo XV d.C.; la seconda, nel Parigino Coisliniano 249 del secolo XI d.C. e nel Marciano 416 del secolo XIII d.C.), sono contenute nel codice Palatino di Heidelberg 88, risalente al secolo XII d.C..

## Edizioni e traduzioni
- I discorsi, Testo critico, introduzione, traduzione e note a cura di Umberto Albini, Firenze, Sansoni, 1955.
- Orazioni (I-XV), Introduzione, traduzione e note di Enrico Medda, Testo greco a fronte, Milano, Biblioteca Universale Rizzoli, 1991.
- Orazioni (XVI-XXXIV. Frammenti), Introduzione, traduzione e note di Enrico Medda, Testo greco a fronte, Milano, Biblioteca Universale Rizzoli, 1995.